# 伦敦中央清真寺
伦敦中央清真寺（英語：London Central Mosque），又名摄政公园清真寺（Regent's Park Mosque），是英国伦敦的一个清真寺，座落於市中心攝政公園內的西邊。它是由弗雷德里克·吉尔伯德爵士设计，于1978年建成，有一个醒目的金色穹顶。祈祷大厅拥有一个吊灯和巨大的地毯，器具很少，可容纳5000名祈祷者，女性在俯瞰大厅的阳台上祈祷。穹顶的内部装饰着伊斯兰传统的图案。有一个小书店和清真咖啡厅。
1944年，乔治六世为该清真寺前身的伊斯兰文化中心揭幕。乔治六世捐赠了土地，以换取埃及國王法鲁克一世在开罗捐赠土地兴建一座圣公会主教座堂。

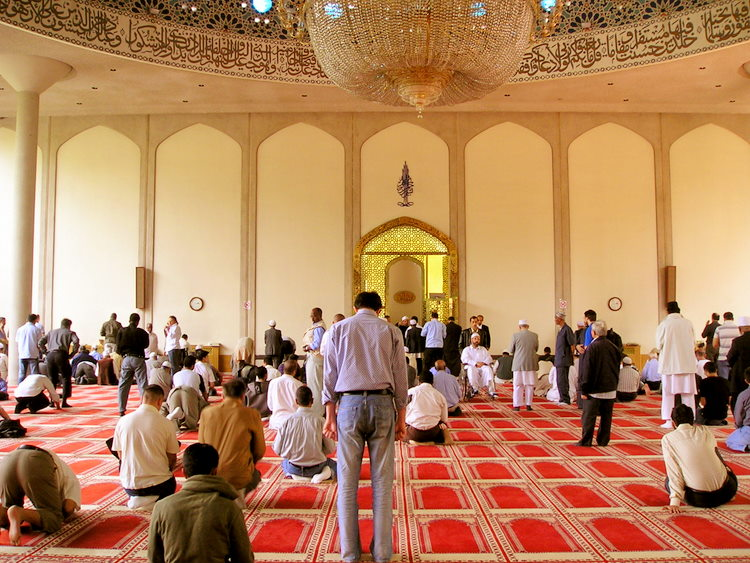
祈祷大厅内部